# Вышний Волочёк (малый ракетный корабль)
«Вышний Волочёк» — малый ракетный корабль проекта 21631 «Буян-М», шестой корабль серии. Входит в состав Черноморского флота ВМФ России.

## Наименование
Корабль поименован в честь российского города Вышний Волочёк.

## История строительства
В тендере на строительство кораблей проекта 21631 участвовало девять судостроительных предприятий. Зеленодольский судостроительный завод (Зеленодольский ССЗ) выиграл тендер 17 мая 2010 года. Контракт на строительство кораблей был подписан 28 мая 2010 года.
Корабль «Вышний Волочёк» был заложен 29 августа 2013 года и стал шестым кораблём этого проекта.
Корабль был спущен на воду 22 августа 2016 года (по другим данным 18 мая 2016 года).
На корабле установлены китайские четырёхтактные V-20 дизельные двигатели с «Common Rail» и турбонаддувом HND CHD622V20STC вместо немецких MTU, попавших под антироссийские санкции.
5 августа 2017 года корабль завершил переход под буксирами по внутренним водным путям в Чёрное море и прибыл для проведения ходовых и государственных испытаний в Новороссийскую военно-морскую базу.
По сообщению пресс-службы ЮВО МО РФ от 19 августа 2017 года, экипаж готовил корабль к ходовым и государственным испытаниям, монтировались системы и конструкции, разобранные на время буксировки по руслам рек.
5 сентября 2017 года корабль впервые вышел в море для проведения заводских ходовых испытаний. В испытаниях по взаимодействию также принимал участие фрегат «Адмирал Григорович».
С ноября 2017 года проходил государственные испытания.
Подъём Андреевского флага и приём в состав Военно-Морского Флота — 1 июня 2018 года.

## Служба
25 мая 2018 года корабль прибыл в Севастополь.
Корабль несёт службу на Черноморском флоте России. С августа по ноябрь 2018 года выполнял боевые задачи в составе Оперативного соединения ВМФ России в Средиземном море.
29 августа 2019 года произведена  первая учебная стрельба МРК «Вышний Волочек» штатным ракетным комплексом Калибр-НК в Черном море. В том же году дважды сопровождает и ведёт наблюдение за кораблями США в акватории Чёрного моря.

## Командиры корабля
- капитан 2 ранга Дмитрий Алексеевич Сухарь (2016 — н. в.).